# 최삼숙
최삼숙(崔三淑, 1951년 6월 15일~)은 조선민주주의인민공화국의 가수이다. 배우로도 활동하여 1982년에 인민배우 칭호를 받았다.